# Медвеж'єгорська оперативна група
Медвеж'єгорська оперативна група (рос. Медвежьегорская оперативная группа) — оперативна група радянських військ, що діяла у складі Карельського фронту за часів Другої світової війни.

## Формування Медвеж'єгорської оперативної групи
| Назва                            | Сформована                   | У складі          | Час існування                   | Бойовий шлях битви, операції, бої | Бойовий шлях битви, операції, бої    | Склад                     | Подальша доля                                | Командувачі                      |
| Назва                            | Сформована                   | У складі          | Час існування                   | Оборонні                          | Наступальні                          | Склад                     | Подальша доля                                | Командувачі                      |
| -------------------------------- | ---------------------------- | ----------------- | ------------------------------- | --------------------------------- | ------------------------------------ | ------------------------- | -------------------------------------------- | -------------------------------- |
| Медвеж'єгорська оперативна група | з військ Карельського фронту | Карельський фронт | 14 жовтня 1941 — 9 березня 1942 | Заполяр'я                         | Заполяр'я → Медвеж'єгорська операція | окремі стрілецькі дивізії | разом з Масельською ОГр утворили 32-гу армію | Аввакумов Я. О. Трофименко С. Г. |